# The Birthday Party (ER)
The Birthday Party is de zeventiende aflevering van het eerste seizoen van de televisieserie ER, die voor het eerst werd uitgezonden op 16 februari 1995.

## Verhaal
Dr. Benton zoekt iemand die zijn dienst over wil nemen, dit omdat zijn moeder jarig is en wil daar graag bij zijn. Dr. Hicks, zijn chef, is opgevallen dat Dr. Benton de laatste tijd veel diensten heeft geruild en spreekt hem hierop aan. Dr. Hicks geeft hem een keuze, of hij werkt gewoon zijn eigen diensten of hij neemt een bepaalde tijd verlof om orde op zaken te stellen. Carter denkt echter dat Dr. Benton jarig is en wil hem verrassen met een optreden van buikdanseressen.
Dr. Greene heeft ook een verjaardag, zijn dochter Rachel is jarig. Door een noodgeval op de SEH dreigt hij deze mis te lopen.
Hathaway wil Tatiana, het achtergelaten meisje met aids, adopteren. Zij licht Dr. Taglieri, haar verloofde, hierover in en hij staat niet meteen te springen.
Dr. Ross krijgt een jong kind binnen die waarschijnlijk uit het raam gegooid werd.

## Rolverdeling

### Hoofdrol
- Anthony Edwards - Dr. Mark Greene
- Christine Harnos - Jennifer Greene
- Yvonne Zima - Rachel Greene
- George Clooney - Dr. Doug Ross
- Sherry Stringfield - Dr. Susan Lewis
- Eriq La Salle - Dr. Peter Benton
- Rick Rossovich - Dr. John 'Tag' Taglieri
- CCH Pounder - Dr. Angela Hicks
- Noah Wyle - John Carter
- Ming-Na Wen - Deb Chen
- Julianna Margulies - verpleegster Carol Hathaway
- Conni Marie Brazelton - verpleegster Connie Oligario
- Lily Mariye - verpleegster Lily Jarvik
- Deezer D - verpleger Malik McGrath
- Ellen Crawford - verpleegster Lydia Wright
- Suzanne Carney - OK verpleegster Janet
- Gloria Reuben - Jeanie Boulet
- Abraham Benrubi - Jerry Markovic
- Emily Wagner - ambulanceverpleegkundige Doris Pickman
- Montae Russell - ambulanceverpleegkundige Dwight Zadro

### Gastrol
- Zachary Browne - Jake Leeds
- Lisa Zane - Diane Leeds
- Khandi Alexander - Jackie Robbins
- Ving Rhames - Walter Robbins
- Tamala Jones - Joanie Robbins
- Mark Dakota Robinson - Steven Robbins
- Milana Vayntrub - Tatiana
- Tanner Lee Prairie - Gus
- Fred Applegate - vader van Gus
- Mark Rolston - agent Thomas
- Stephen Rowe - Mr. Franks
- Nicolette Scorsese - Pamela
- Julie Fulton - Swanson
- Merle Kennedy - Rene
- Rolando Molina - Rolando
- Javi Mulero - Del Torre

en vele andere